# Feuerkogelseilbahn

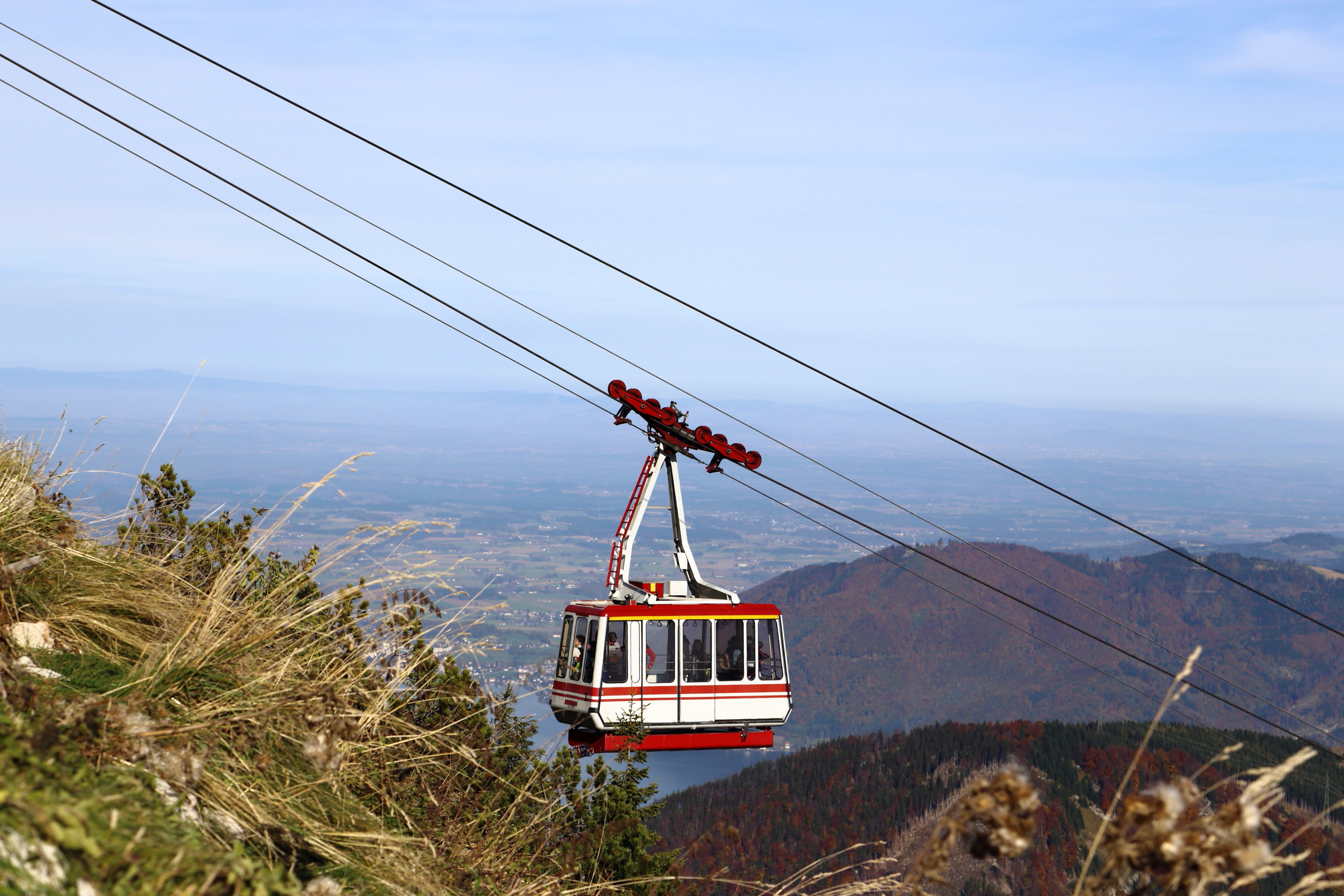
Gondel (vor der Modernisierung) kurz vor der Bergstation. Rechts hinter der Gondel der Grünberg

Die Feuerkogelseilbahn ist eine Luftseilbahn in Oberösterreich, die von Ebensee auf den Feuerkogel 1592 m ü. A. führt.

## Geschichte

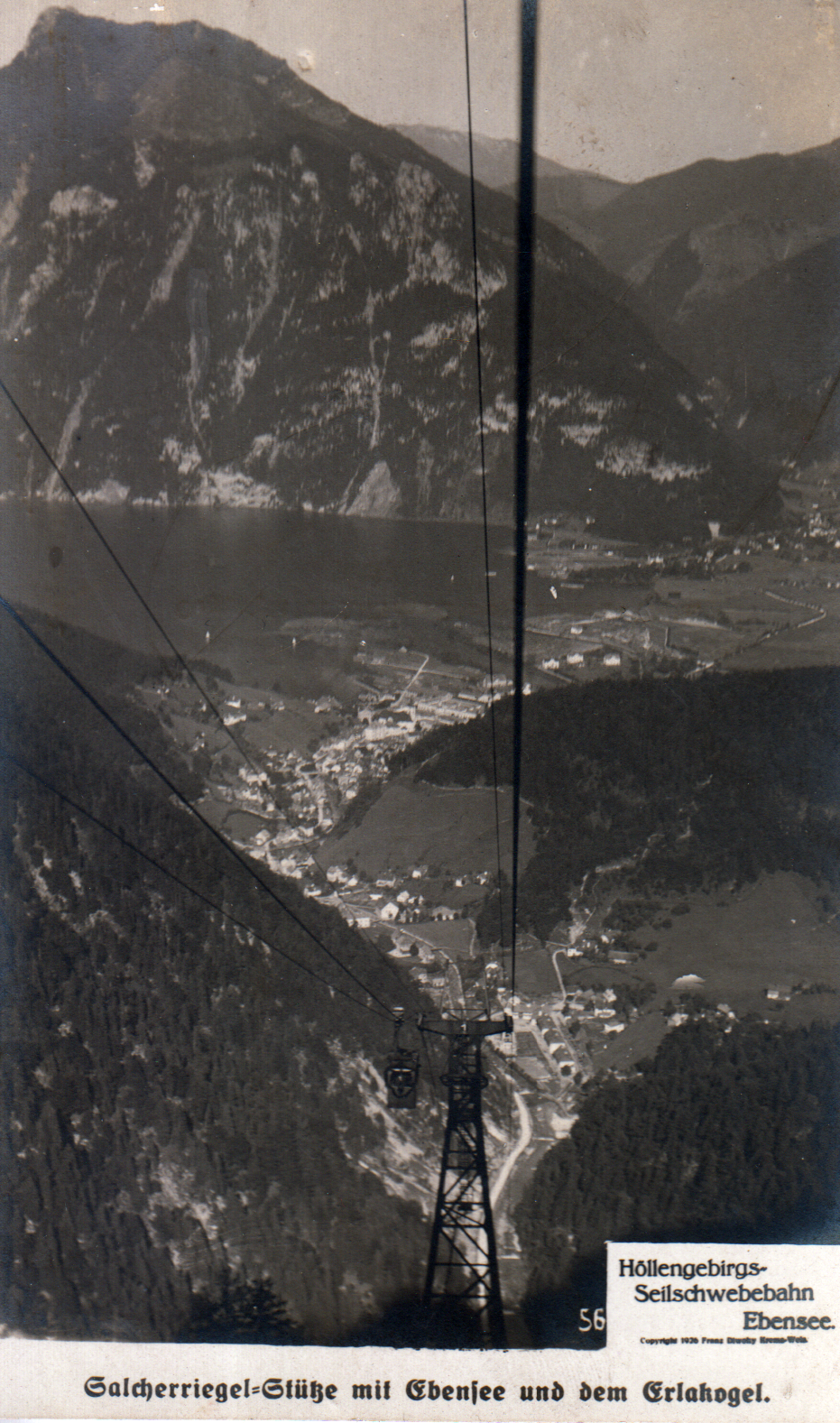
Die Seilbahn im Eröffnungsjahr

Verantwortlich für den Bau der Feuerkogelseilbahn war der Kommerzialrat Rudolf Ippisch. Bereits seit dem Jahr 1919 versuchte Ippisch sein Seilbahnprojekt zu realisieren. Allerdings scheiterten zahlreiche Verhandlungen zur Finanzierung des Projektes und so konnte erst am 9. November 1925 der Bauauftrag an die Firma Adolf Bleichert & Co. erteilt werden, das damals führende Unternehmen im Seilbahnbau. 
Am 28. März 1926 wurde schließlich der Bau begonnen. Um die Seilbahn errichten zu können, musste zuvor eine Materialseilbahn errichtet werden. Nachdem die Arbeiter streikten, wurde der Bau mit Hilfe zweier Mulis fortgesetzt und die Materialseilbahn konnte schließlich am 10. August 1926 in Betrieb genommen werden. Daraufhin konnte mit dem Bau der Bergstation sowie der Stütze I auf dem Salcherriegel und der Stützen II und III auf dem Gamskogel begonnen werden. Die eisernen Konstruktionen der Stützen und der Stationen lieferte die Simmeringer Waggon- und Maschinenfabrik aus Wien. Das Aufziehen des Tragseils der Personenbahn stellte ebenfalls eine große Herausforderung dar. Nicht nur der Transport gestaltete sich äußerst schwierig, zum Aufziehen der Tragseile war der Arbeitseinsatz von etwa 90 Mann erforderlich und dauerte sechs Wochen.
Nach fast eineinhalb Jahren Bauzeit wurde am 26. Juni 1927 die Seilbahn unter Anwesenheit des Bundespräsidenten Michael Hainisch eröffnet. Durch die Verzögerungen im Zuge der Finanzierungsverhandlungen war die Seilbahn nach der Raxseilbahn und der Tiroler Zugspitzbahn die dritte ihrer Art in Österreich. Errichtet wurde die Seilbahn von der Traunsee-Schifffahrt und Seilschwebebahn Rudolf Ippisch und Co. K.G. Seit 1984 ist die Seilbahn im Besitz der Traunsee Touristik GmbH Nfg. & Co KG, die zu 100 % dem Land Oberösterreich gehört (über die OÖ Seilbahnholding).
Das Fassungsvermögen betrug bei der Eröffnung 16 Personen; die beiden Wagen wurden 1930 aber für 18 Personen zugelassen. Bereits im ersten Jahr wurden über 20.000 Personen auf den Feuerkogel befördert. 1946 wurden zwei neue Wagen angeschafft, die 25 Personen fassten. 1955 wurde Antriebsleistung verstärkt, so dass eine Fahrgeschwindigkeit von 6,2 m/s erreicht werden konnte. 1985 wurde die Seilbahn umfassend erneuert. Am 7. Juni 1985 fand aus diesem Anlass eine Spatenstichfeier statt. Am 28. Dezember 1985 ging die Seilbahn wieder in Betrieb, fasst seither 37 Personen und erreicht eine Geschwindigkeit von 12 m/s. Ab dem Winter 2018/19 gingen die neuen Kabinen auf der Feuerkogelseilbahn in Betrieb.

### Außergewöhnliche Ereignisse

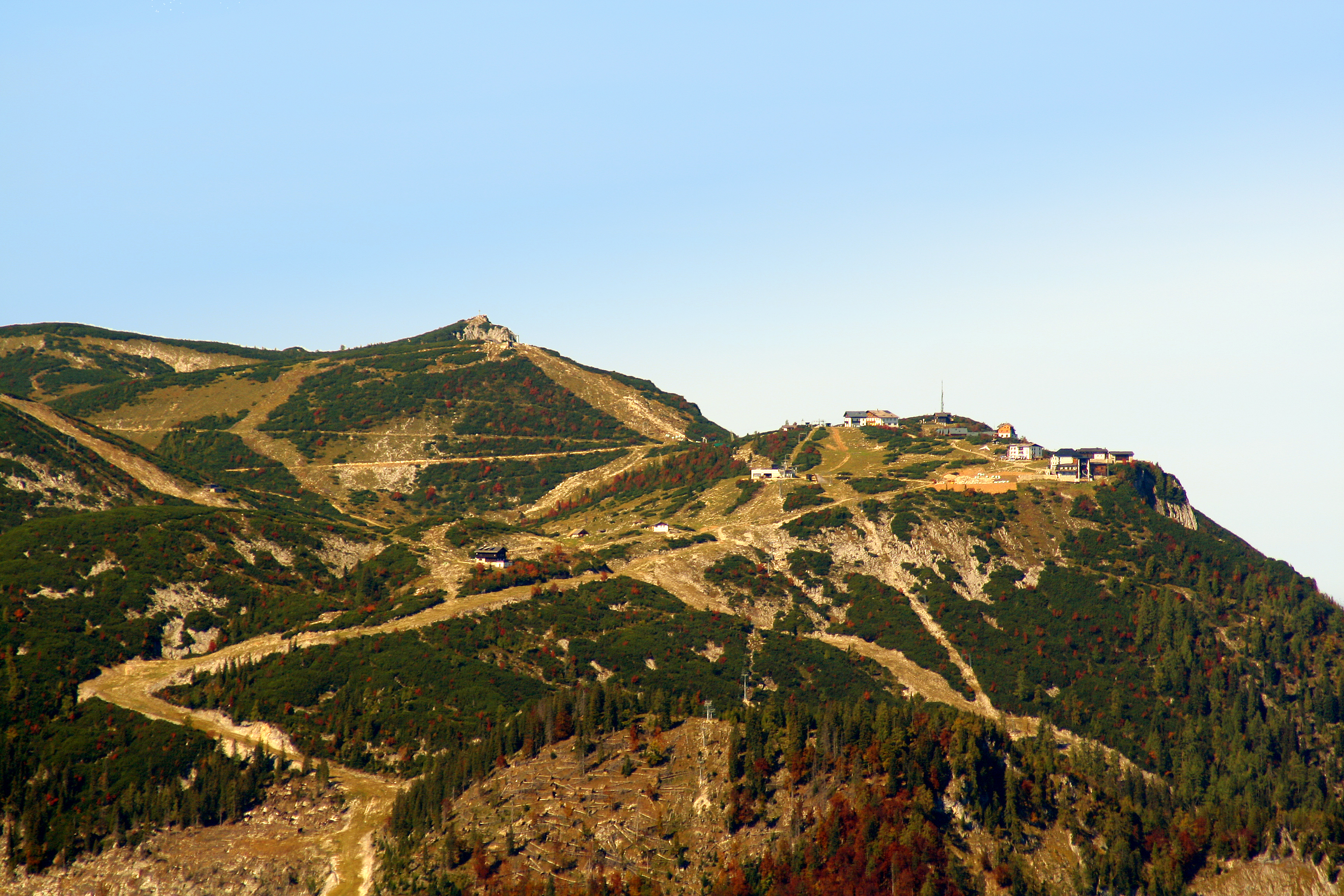
Feuerkogel

Am 23. September 1963 waren im Raum Ebensee drei Standorte für Bombenattentate italienischer Extremisten ausersehen. Die Bombe an einer Gondel der Feuerkogelseilbahn konnte durch einen aufmerksamen Gondelführer rechtzeitig gefunden und entschärft werden. Alle Passagiere (Schüler) blieben unverletzt. Ein Behälter der Saline Ebensee und das „Löwendenkmal“ am Traunsee wurden durch Bomben gesprengt. Bei der Saline kam ein Beamter der Bundesgendarmerie ums Leben, drei zogen sich Verletzungen zu. Die Anschläge im Salzkammergut sind dem damaligen „Südtirolkonflikt“ zuzuordnen.
Im Jahr 1968 war die Feuerkogelseilbahn Drehort für Teile des Films Agenten sterben einsam, unter anderem mit den Schauspielern Richard Burton und Clint Eastwood. Für den Film wurde spektakulär am Dach einer der Kabinen in schwindelerregender Höhe gedreht und zwei Kabinen (Nachbauten) wurden für den Film auch gesprengt.
Am 12. Juli 2023 klappte die erste leere Kontrollfahrt der zwei Gondeln am Morgen, bei der darauffolgenden Fahrt mit 6 Liftbediensteten bergwärts wurde nach 1/3 der Strecke und 10 m vor der ersten Stütze der Notstopp ausgelöst, wohl weil Wind das Tragseil aus der Führung hat springen lassen. Da wegen des böigen Winds kein Hubschrauber einsetzbar war, brachten Bergretter die Insassen via Tragseil und Stütze auf den Boden. Erst dann wurde der Abstieg der Unverletzten mit dem Helikopter unterstützt. Die Bahn bleibt zur Klärung der Ursache voraussichtlich auch noch am Folgetag geschlossen.

## Technische Daten

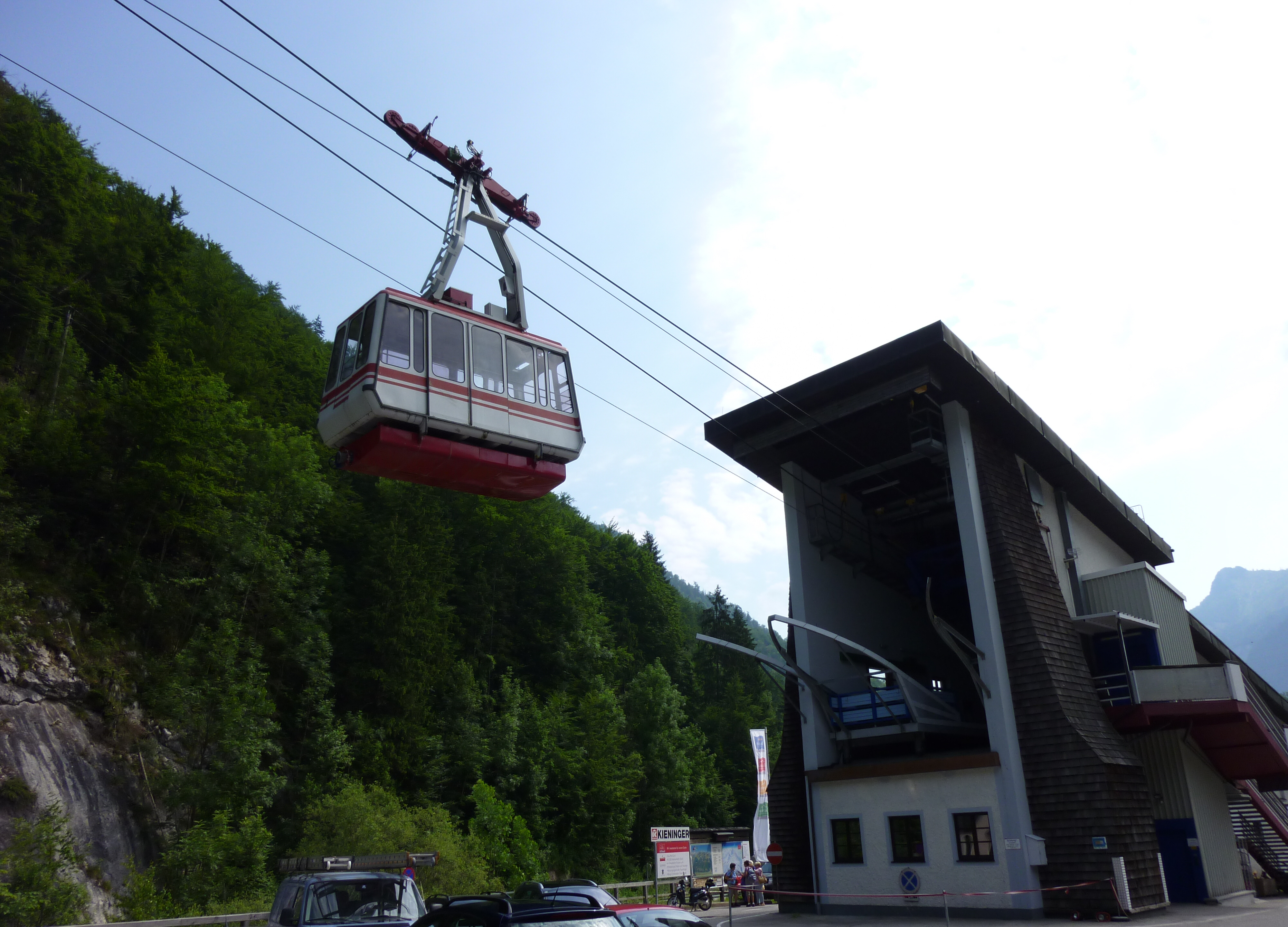
Die Feuerkogelseilbahn verlässt die Talstation

| Seehöhe Talstation          | 475 m               |
| Seehöhe Bergstation         | 1584 m              |
| Höhendifferenz              | 1109 m              |
| Länge                       | 2693 m              |
| Längste Strecke ohne Stütze | 1400 m              |
| Fassungsvermögen pro Kabine | 37 Personen         |
| Förderleistung              | 377 Personen/Stunde |
| Höchstgeschwindigkeit       | 12 m/s              |
| Fahrzeit                    | 5,5 min             |

## Wintersport
Die Feuerkogelseilbahn ermöglicht die Auffahrt in das Skigebiet des Feuerkogels mit mehreren Liften, etwa zwölf Kilometer Pistenlänge und einer sechs Kilometer langen, unpräparierten Abfahrt bis zur Talstation der Seilbahn. Die Bergstation ist auch Ausgangspunkt für Schneeschuhwanderungen und für zahlreiche Routen für Skitouren.

## Sommersport
Die Feuerkogelseilbahn bietet im Sommer Paragleitern und Drachenfliegern die Möglichkeit der Auffahrt zu einer Startrampe am Feuerkogel. Zudem ist die Bergstation Ausgangspunkt für Wanderwege von ca. 50 km Länge, die über das gesamte Höllengebirge führen. Möglich ist auch die Auffahrt mit dem Rad zum Startpunkt der 5.600 m langen Downhillstrecke.